# Habenaria filicornis
Habenaria filicornis är en orkidéart som beskrevs av John Lindley. Habenaria filicornis ingår i släktet Habenaria och familjen orkidéer. Inga underarter finns listade i Catalogue of Life.